# Melanesobasis corniculata
Melanesobasis corniculata – gatunek ważki z rodziny łątkowatych (Coenagrionidae); jest gatunkiem typowym rodzaju Melanesobasis. Endemit Fidżi; szeroko rozprzestrzeniony, nie stwierdzono go jedynie na wyspach Lau we wschodniej części kraju.